# サイコグラフィック
サイコグラフィック (英: psychographics)は、心理的属性に関する人間の特性を説明するために使用される定性的な方法論である。サイコグラフィックは、人格、価値観、意見、態度、興味、ライフスタイルの研究に適用されてきた。 この分野の研究は活動、興味、意見に焦点を合わせているため、サイコグラフィック要因は「AIO変数」と省略されることがある。
サイコグラフィックは、態度、興味、意見、信念などの認知属性の研究、および明白な行動（活動など）の研究に適用される。 
個人またはコミュニティのサイコグラフィック研究は、マーケティング、人口統計、意見調査、予測、および一般的な社会調査の分野で価値がある。サイコグラフィック属性は、人口統計変数（年齢や性別など）、行動変数（購入データや使用率など）、および業界、従業員数、機能領域などの組織の特徴（企業統計変数とも呼ばれる）と比較され、いずれもターゲットの決定、セグメンテーションなどに使われる。
サイコグラフィック手法は、 2016年の米国大統領選挙と、ヒラリー・クリントンとドナルド・トランプの反対キャンペーンで注目を集めた。後者は、狭い構成員へのマイクロターゲティング広告で広く使用されている。 

## サイコグラフィックプロファイリング
個人またはグループのサイコグラフィック構成の比較的完全なプロファイルが作成される場合、これは「サイコグラフィックプロファイル」と呼ばれます。サイコグラフィックプロファイルは、市場の細分化や広告で使用される。市場細分化で使用されるサイコグラフィック要因のいくつかのカテゴリは次のとおりである。
- 活動、関心、意見（AIO）
- 態度
- 価値観
- 行動

サイコグラフィックは、国レベルでのセグメンテーションに使用される場合、「文化」の概念に相当する。 

## 人口統計との比較
サイコグラフィックはしばしば人口統計と混同されることがある。伝統的に使われている「世代」の概念は、生まれた年などの人口統計変数と、態度・人格形成・文化的基準などのサイコグラフィック変数の両方で定義される。たとえば、ベビーブーム世代、ジェネレーションX、ミレニアル世代を定義する従来のアプローチは、人口統計変数（生年に基づいて個人を分類する）とサイコグラフィック変数（信念、態度、価値観、行動など）の両方に依存していた。
Infusionsoftは、顧客のサイコグラフィックセグメンテーションが人口統計情報よりも有用であると主張する記事を公開した。 